# Olafo el vikingo
Hägar the Horrible —rebautizado en español como Olaf el vikingo u Olafo el Amargado— es una tira cómica creada por Dik Browne. Debutó en 136 periódicos de Estados Unidos el 4 de febrero de 1973. Dos años más tarde, el número de periódicos en los que aparecía había aumentado a 600. Su circulación siguió en aumento y en 2010 la tira apareció en 1900 periódicos de 58 países y en 13 idiomas.
Olafo el vikingo ha sido ganador de varios premios, como el Premio Elzie Segar de la National Cartoonists' Society (1973) por ser una contribución única y sobresaliente al campo de las tiras cómicas. También recibió el premio a la mejor tira cómica del año en 1977, 1984 y 1986.
Chris Browne, el hijo de Dik, colaboró con su padre en Olaf el vikingo desde su creación; en 1985, ambos publicaron el libro Hägar the Horrible's Viking Handbook: "Guía práctica del vikingo de Olafo el terrible". Después del retiro de Dik Browne en 1988, y su muerte al año siguiente, Chris ha continuado con la tira.

## Personajes
Olafo: El protagonista. Es un valiente vikingo de barba roja, oriundo de Noruega. Olafo tiene dos ocupaciones principales, que son atacar los castillos de Europa, en especial Inglaterra, e irse de parranda. Ocasionalmente, recibe la visita de su suegra y del recaudador de impuestos, que tortura y mata a los que no quieren pagar. Lo malo es que el autor hizo a Olafo analfabeto, que no sabe leer ni escribir.
Chiripa (Mala Suerte o Edu Mufa en Argentina): Fiel ayudante de Olafo. Eddie es un inocentón que es todo lo contrario de un formidable vikingo. Una broma recurrente en la tira es que Eddie está encargado de llevar las escaleras para subir los muros de los castillos, y por una u otra razón, a Eddie se le olvida o se confunde y lleva otra cosa.
Helga: La esposa rubia y gorda de Olafo, que también lleva casco de vikingo. Conocida como el azote del azote de Inglaterra, se le caracteriza por su gigantesca nariz, sus enormes pechos y su ausencia completa de cintura. Helga es una esposa, madre y ama de casa amable, cariñosa y comprensiva, pero al mismo tiempo firme y no le tiembla la mano en pegar a su marido. Olafo prefiere enfrentar una horda de hunos antes que la ira de su mujer. Hay teorías que dicen que es un berserker (¿?). Brunilda la valquiria, personaje de la tetralogía operística "El anillo de los Nibelungos" de Richard Wagner, inspiró a Dick Browne en el diseño de Helga. Aunque ella siempre impone su voluntad sobre Olafo, nunca consigue que la ayude con los quehaceres domésticos, en especial que bote la basura.
Astrid (Honi): La hija mayor de Olafo y Helga, una bella adolescente rubia. Oficialmente, tiene 16 o 17 años. Astrid está perdidamente enamorada de Lute (Fuso), un trovador sin futuro que toca el laúd y siempre está reuniendo dinero para cualquier cosa menos para casarse con Astrid. Los padres de ella se oponen a esta relación amorosa y suelen arreglarle citas a ciegas para que se olvide de Fuso. Astrid tiene vocación militar, aspira llegar a ser una guerrera vikinga como su padre y siempre viste un traje de acero de brillante armadura y porta una espada y un escudo.
Hamlet: El hijo menor de Olafo y Helga. Es un niño de 10 años de edad al que le encanta leer: es un ratón de biblioteca que de alguna forma ha conseguido una indeseable admiradora: Hernia, la chica ahombrada del pueblo, que quiere casarse con él.
Snert: El perro de Olafo; es el fiel reflejo de su dueño: perezoso y desgarbado, y comparte su amor por el vino, la cerveza y el dormir todo el día. Siripo es el único animal en la tira que "habla" por medio de sus pensamientos. En Latinoamérica, las primeras ediciones indicaban el nombre de Siripo. Al transcurrir los años, el nombre fue cambiado por Esnerto.
Kvack: El pato de Helga, que también lleva casco de vikingo. A veces Olafo aparece seguido por una hilera de patos idénticos a Kvack, pero más pequeños. No se sabe si esos patos son las crías de Kvack, y si lo son, si es el padre o la madre. Este pato le sirve a Helga como espía e informante soplón: sigue a todas partes a Olafo para luego ir a acusarlo de sus faltas, como por ejemplo ponerle los cuernos a Helga con bellas y esculturales sirenitas.
Dr. Zook (o Dr. Zocotroco en Latinoamérica): Médico y consejero de Olafo. Usualmente, se le describe como "mitad psiquiatra, mitad médico brujo", y sus remedios suelen ser peores que la enfermedad. Viste una capucha de monje, siempre se le ve de perfil y de su rostro se ve solamente su nariz. En Latinoamérica también se le conoce como Dr. Zocotroco. Constantemente atiende a los malestares de Olafo como flechas en la espalda, hachas en la cabeza, golpes que le propina Helga. Sus constantes esfuerzos por hacer que Olafo haga dieta, deje de beber y se bañe más de una vez al año son tan inútiles como lograr que Hamlet se interese por ser vikingo.

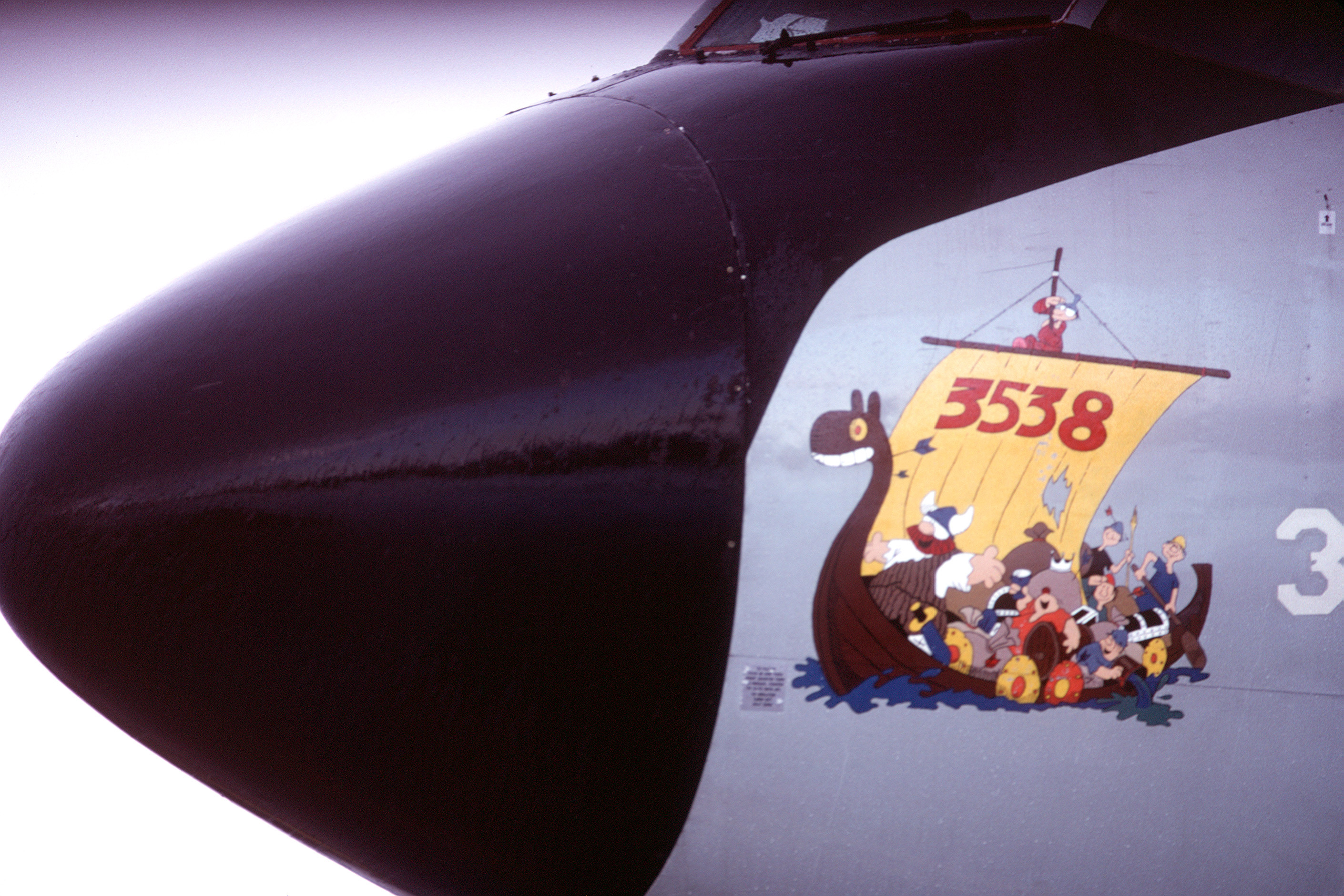
Representación en el fuselaje de un KC-135.

## Discrepancias entre ediciones
A lo largo de los años, la tira ha sido publicada en español por distintas editoriales y cada cual le ha dado un título distinto: Olaf el vikingo (sin la "o" al final), Olafo el terrible u Olafo el amargado. En los periódicos, es usual que la tira se titule simplemente Olafo. Asimismo, el nombre de algunos personajes ha cambiado según la edición. En algunas versiones, Eddie el afortunado es "Chiripa", Honi es "Astrid", Snert es "Esnerto" o "Siripo", Kvack es "Cuak", el Dr. Zook es el "doctor Zocotroco", etc. Además, aparecen otros personajes como Sucio "Dirk" (también conocido como "Bola de Churre") a quien en una tira cómica Helga pregunta: "¿Qué color traje nuevo elegiste?", a lo que él responde: "Un color tierra estaría bien" (Tiras Cómicas de la Antigua Sección B, periódico La Nación, San José, Costa Rica.)